# Mythimna limbata
Mythimna limbata är en fjärilsart som beskrevs av Butler 1881. Mythimna limbata ingår i släktet Mythimna och familjen nattflyn. Inga underarter finns listade i Catalogue of Life.